# Karabin maszynowy MG3

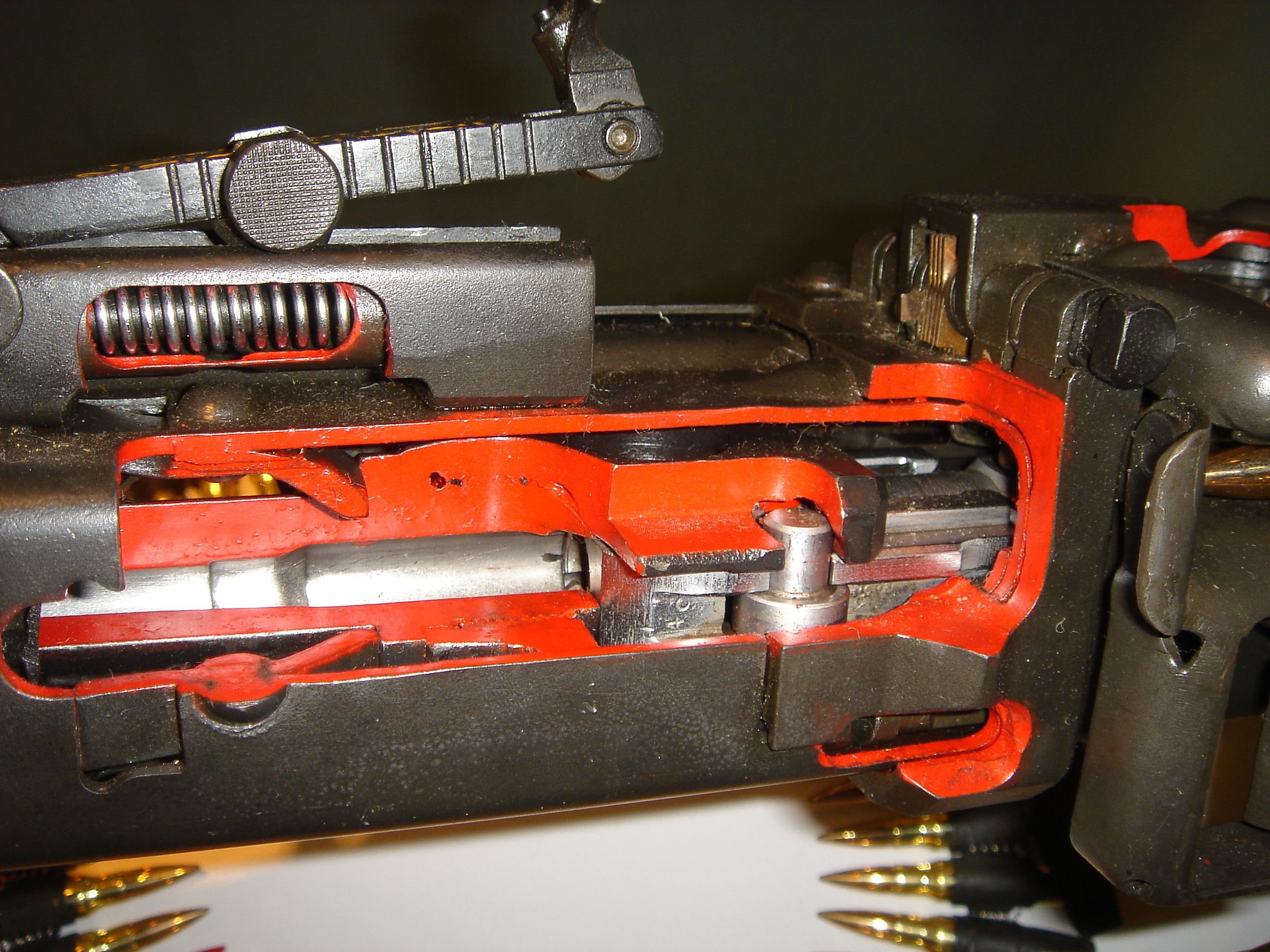
Układ galet karabinów maszynowych MG 42 i MG 3

Maschinengewehr 3 (MG3) – niemiecki uniwersalny karabin maszynowy produkowany przez firmę Rheinmetall AG z Ratingen. Jest to wersja ukm-u MG 42 przystosowana do zasilania nabojem 7,62 x 51 mm NATO. Używany przez armie ponad 30 państw.

## Historia
Pod koniec lat 50. XX w. niemiecka armia (Bundeswehra) zamówiła w firmie Rheinmetall GmbH uniwersalne karabiny maszynowe. Nowa broń miała być wersją pochodzącego z lat 40. ukm-u MG 42. Ponieważ oryginalna dokumentacja produkcyjna tej broni została zniszczona, konieczne było jej odtworzenie na podstawie pomiarów MG 42 wyprodukowanych przed 1945.
Produkcję MG1 rozpoczęto w 1958. Jedyną różnicą pomiędzy tą bronią a MG 42 ostatnich serii produkcyjnych było zastosowanie kolby z tworzywa sztucznego w miejsce kolby drewnianej. Produkcja pierwszej wersji MG1 trwała bardzo krótko, ponieważ jeszcze w 1958 została ona zastąpiona wersją MG1A1 (spotykana także nazwa MG 42/58), wyposażoną w nową lufę o chromowanym przewodzie i przyrządy celownicze. Wersje MG1 i MG1A1 były zasilane nabojem 7,92 x 57 mm Mauser.
W 1959 powstała wersja MG1A2 (MG 42/59). Nowa wersja mogła być wyposażana w zamek V950 o zwiększonej masie (950 g zamiast 550 g zamka V550), dzięki czemu szybkostrzelność teoretyczna spadła do 900 strz./min. Zastosowanie nowego zamka wymusiło skonstruowanie nowego zderzaka zamka (typ N). Jednocześnie oba zamki, lekki i ciężki, wyposażono w sprężynowy opóźniacz montowany w trzonie zamkowym. Po obróceniu opóźniacza o 180 stopni, możliwe było zmniejszenie szybkostrzelności MG1 do poziomu 600-700 strz./min.
Wersja MG1A2 była pierwszą przystosowaną do zasilania nabojem 7,62 x 51 mm NATO. Zastosowanie nowego naboju wymusiło przekonstruowanie mechanizmu przesuwu taśmy i przystosowanie go do współpracy z nową niemiecką taśmą segmentową DM1 i amerykańską taśmą rozsypną M13. Zmieniono także konstrukcję celownika, przystosowując jego nastawy do parametrów balistycznych pocisku nowego naboju.
W następnych latach powstała nowa wersja MG1A3, w której udoskonalono konstrukcję zamka, uproszczono urządzenie wylotowe i dwójnóg, a także zwiększono okno wyrzutowe łusek. W latach 60. prawa do produkcji licencyjnej tej broni zakupiły Włochy i Hiszpania (MG1A2) oraz Pakistan (MG1A3). Zmodernizowano także część wyprodukowanych MG1 i MG1A1, przystosowując je do zasilania amunicją 7,62 mm. Zmodernizowane karabiny maszynowe otrzymały oznaczenie MG2.
W 1968 rozpoczęto produkcję karabinu maszynowego MG3. Była to wersja ukm-u MG1A3. Nowy km został przystosowany do zasilania nową taśmą rozsypną DM6 (zachowano możliwość zasilania przy pomocy taśm DM1 i M13). MG3 został wyposażony w celownik przeciwlotniczy oraz nowy typ plastikowego zasobnika na taśmę ze 120 nabojami. Udoskonalono także konstrukcję donośnika przesuwakowego.
Broń może być używana broń ręczna piechoty na dwójnogu (z celownikiem przeciwlotniczym, dwójnogiem, paskiem do noszenia i kolbą z oparciem na ramię), i do celów przeciwlotniczych na statywie lub jako uzbrojenie pojazdu na obrotowym uchwycie pierścieniowym lub jako zdalnie sterowana stacja uzbrojenia (bez wizjera przeciwlotniczego, dwójnogu, paska do noszenia i podpórki na ramię, do użytku jako zdalnie sterowana broń w pojazdach opancerzonych i na nich).
W następnych latach MG3 wyparł z uzbrojenia Bundeswehry karabiny maszynowe MG1 i MG2 (starsze wersje są nadal używane przez inne armie, np. armia włoska używa do dziś MG1A2). MG3 został także przyjęty do uzbrojenia ponad 30 armii świata, a produkowany jest poza Niemcami także w Iranie, Grecji i Turcji. 
Od 2001 ukm MG3 znajduje się na uzbrojeniu Wojska Polskiego. Ok. 600 tych karabinów maszynowych stanowi uzbrojenie 247 czołgów Leopard 2 10 Brygady Kawalerii Pancernej oraz wozów zabezpieczenia technicznego Bergepanzer 3.
Po 2005 część używanych przez Bundeswehrę MG3 została zastąpiona 5,56 mm rkm MG4. Następcą pozostałych będzie prawdopodobnie zaprezentowany w 2011 ukm HK121.

## Opis konstrukcji
MG3 jest zespołową bronią samoczynną. Zasada działania oparta na krótkim odrzucie lufy. Rolę rygli pełnią rolki rozchylne, umieszczone w dwuczęściowym zamku. Mechanizm spustowy umożliwia tylko ogień ciągły. Mechanizm uderzeniowy, bijnikowy (rolę bijnika spełnia trzon zaporowy zamka). Zasilanie taśmowe, lewostronne. Taśma rozsypna DM6. Jeśli broń jest używana jako rkm, taśma o pojemności 120 naboi jest umieszczona w bębnowym pojemniku z tworzywa sztucznego, mocowanym do zaczepów z lewej strony komory zamkowej. Karabin posiada lufę szybkowymienną, zakończoną wielofunkcyjnym urządzeniem wylotowym pełniącym rolę tłumika płomieni i odrzutnika. Przyrządy celownicze składają się z muszki stałej i celownika krzywiznowego (nastawy 200-1200 m). Przed celownikiem krzywiznowym umieszczony jest składany celownik do strzelań przeciwlotniczych.